# Szczytkowicze
Szczytkowicze (biał. Шчыткавічы, Ščytkavičy; ros. Щитковичи, Š́š́itkov'ič́i) – agromiasteczko położone na Białorusi w rejonie starodoroskim obwodu mińskiego.
Centrum administracyjne sielsowietu Szczytkowicze (biał. Шчыткавіцкі сельсавет).

## Historia

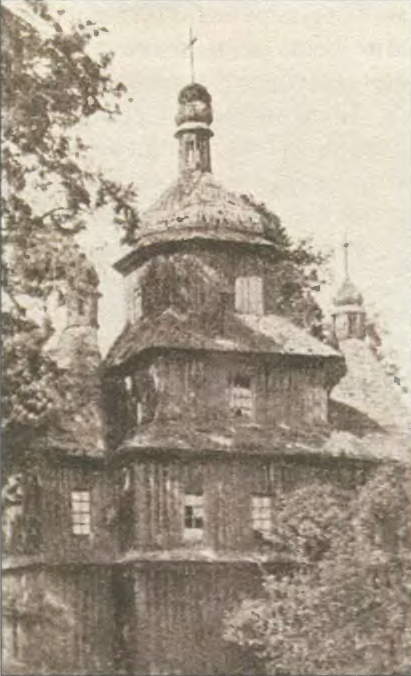
Cerkiew w Szczytkowiczach (1912)

### Przynależność administracyjna i terytorialna
Miejscowość wzmiankowana w 1433 jako część Wielkiego Księstwa Litewskiego. Według Matveia Lyubavskiego, Szczytkowicze znajdowały się wówczas w Księstwie Kopylsko-Słuckim, państwie magnackim, którego kniaziami byli Olelkowicze-Słuccy, przedstawiciele rodu z dynastii Giedyminowiczów. Książęta słuccy rządzili przy pomocy bojarskiej „dumy”, a ich lennikami byli kniaziowie (lit. kunigaikštis), bojarzy (lit. bajoras) i wiałdomi (lit. veldamai), którzy za służbę wojskową lub administracyjną otrzymywali majątki ziemskie.
Na ziemiach księstwa rozwinął się oryginalny styl architektoniczny, do którego należała cerkiew w Szczytkowiczach.

Od 1567 część majątku Porzecze w obwodzie mińskim guberni mińskiej. Od 1588 część majątku Kojdanów (obecnie Dzierżyńsk), należącego do ordynacji rodowej Radziwiłłów herbu Trąby. W latach 1791−1793 część województwa nowogródzkiego. Od 1793 w Imperium Rosyjskim. Od 1800 wieś w powiecie ihumeńskim. W drugiej połowie XIX wieku, Maria von Sayn-Wittgenstein-Sayn księżna Hohenlohe, córka Stefanii Radziwiłłówny i Ludwiga Adolfa Friedricha, księcia zu Sayn-Wittgenstein-Berleburg-Ludwigsburg, sprzedała tereny dawnego księstwa pod przymusem cara Aleksandra III.
Szczytkowicze były wsią i folwarkiem. W Archiwum Głównym Akt Dawnych w Warszawie znajdują się plany folwarku i wsi Szczytkowicze, datowane na lata 1815−1873. Z kolei Słownik geograficzny Królestwa Polskiego (tom X, strona 527) wspomina:

Sielec, wielkie błoto na połud. krańcu pow. ihumeńskiego, w okolicy pomiędzy wsiami Szczytkowicze i Porzecze, należy do dóbr poradziwiłłowskich Porzecze, w gm. Omelno.

W 1919 Szczytkowicze stały się częścią Białoruskiej Socjalistycznej Republiki Radzieckiej, a od 1959 były wsią. Od 25 sierpnia 1991 Szczytkowicze należą do Republiki Białorusi; 8 października 2010 miejscowość otrzymała status agromiasteczka.

### Toponimia
Wywodzący się z języka staropolskiego sufiks -wicze wskazuje, że jest to nazwa patronimiczna. Morfemem leksykalnym nazwy patronimicznej (patronimikiem) mogła być nazwa urzędu ojca albo przodków, a także imię lub nazwisko patrona (np. występujące w Polsce nazwisko Szczytko).

### Sakuni

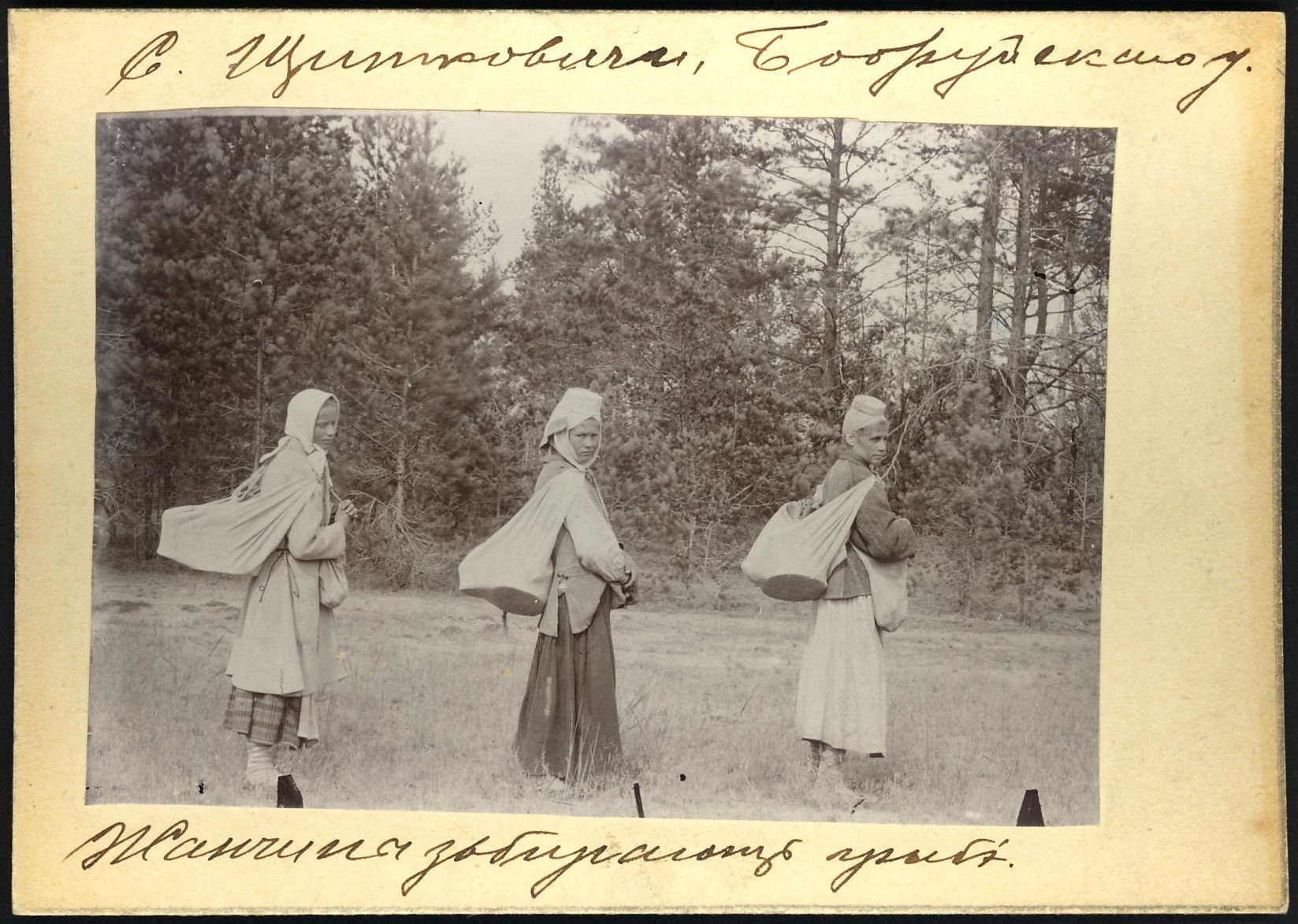
Mieszkańcy Szczytkowicz (fotografia wykonana przed 1943)

Wydawana w latach 1906−1912 gazeta Mińskie słowo (biał. Минское слово) podawała, że okolicznych mieszkańców nazywano Sakunami. Według opisu prasowego, Sakuni (ros. Сакуны) byli grupą wyróżniającą się siłą, wytrzymałością w niesprzyjających warunkach oraz religijnością. 
Słownik etymologiczny języka rosyjskiego (ros. Этимологи́ческий слова́рь ру́сского языка́) autorstwa Maxa Vasmera wskazuje, że nazwa sakuny (ros. сакуны́) była prześmiewczym określeniem Białorusinów zamieszkujących okolice Ptycza i Oressy.

### Życie religijne

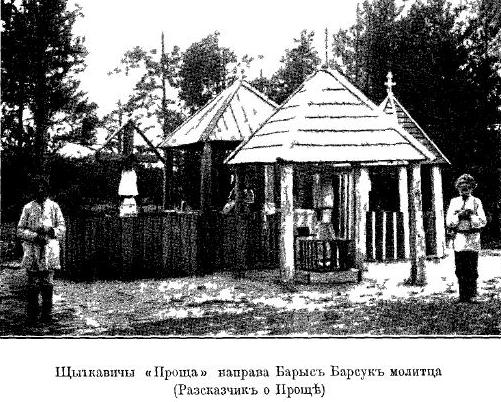
Święte źródło w Szczytkowiczach (1915). Fotografia autorstwa Izaaka Abramowicza Sierbowa

W 1896 ukończono budowę cerkwi św. Kosmy i Damiana. W 1908 utworzono miejsce kultu religijnego upamiętniające objawienie Maryjne i uzdrowienie Aleny Stramok (biał. Алене Страмок). Pielgrzymi cierpiący na różne choroby, chodzą na kolanach wokół kaplic, modlą się i zabierają garść ziemi z miejsca pod drzewem, gdzie według legendy leżało Dzieciątko Jezus.

## Urodzeni
- Uładzimir Tarasau (ur. 1948), białoruski ekonomista i opozycjonista.